# Sgian dubh

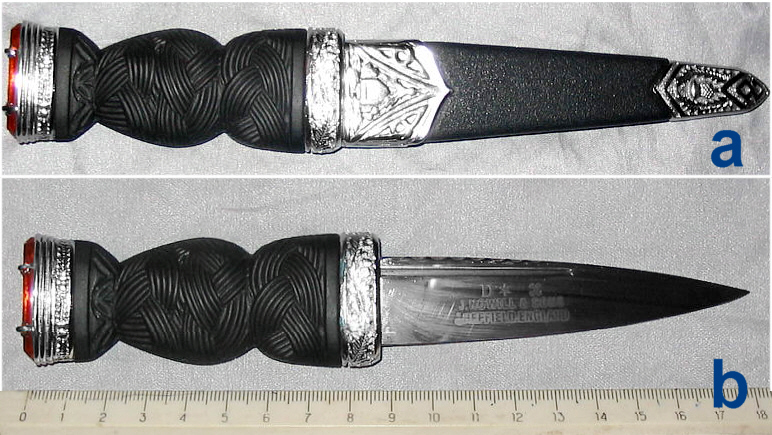
Sgian dubh

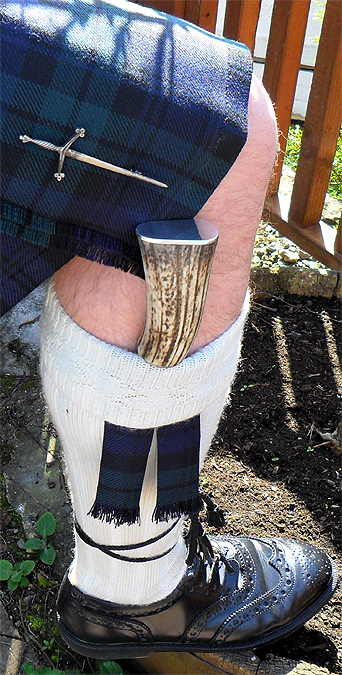
Het mes als onderdeel van de traditionele Schotse klederdracht

De Sgian dubh is een kleine dolk die, als een geheim wapen, onder de oksel werd gedragen. Bij het betreden van het verblijf van vrienden en bekenden werden, bij de ingang van de woning (huis of kasteel), alle normale wapens afgelegd. De sgian dubh werd meegenomen en als teken van vertrouwen, op tafel gelegd. Bij verblijf in andere ruimten van de woning werd deze dolk aan de rechterzijde in de kous van het rechterbeen gestoken. Bij het verlaten van de woning en het aangorden van de wapens werd de Sgian Dubh weer onder de oksel geplaatst. Tegenwoordig wordt de Sgian Dubh alleen als sieraad in de kous van het rechterbeen gedragen.